# Bańska Szczawnica
Bańska Szczawnica (słow. Banská Štiavnica, węg. Selmecbánya, niem. Schemnitz) – miasto w kraju bańskobystrzyckim, w powiecie Bańska Szczawnica na Słowacji. W 1993 roku wpisana na listę światowego dziedzictwa Kulturowego UNESCO.

## Historia miasta
Bańska Szczawnica należy do najstarszych i najbardziej znaczących miast górniczych w Europie. W średniowieczu było najważniejszym miastem górniczym Węgier. Wydobycie i przetwórstwo znacznych ilości złota, a następnie i srebra, stanowiło przez kilka wieków o jego znaczeniu i zamożności jego obywateli.
Pierwsza osada górnicza – gród otoczony glinianym wałem – znajdowała się na wierzchołku wzgórza Glanzenberg, na którym rudonośne żyły wychodziły na powierzchnię i mogły być eksploatowane metodami odkrywkowymi. Powstała ona zapewne już w XI w. Pierwsza pisemna wzmianka o wydobywaniu cennych metali w tej okolicy pochodzi z 1156, a nazwa miasta pojawiła się w źródłach pisanych po raz pierwszy w 1217 r. w dokumencie króla Andrzeja II, który stwierdzał m.in., że królewski skarbiec przyjmował z tutejszych kopalń ok. 75 kg srebra rocznie. Dzisiejsze miasto zostało założone na przełomie XII i XIII stulecia u wylotu dwóch dolin, u stóp wzgórz Glanzenberg i Paradajs. Już w pierwszej połowie XIII w. miało dwa duże, trójnawowe romańskie kościoły. Prawa miejskie i królewskie nadania górnicze miasto otrzymało prawdopodobnie już przed rokiem 1255, za czasów króla Beli IV, jako pierwsze miasto górnicze na Węgrzech. Oryginały tych nadań nie zachowały się, niestety, do naszych czasów i znamy je jedynie z odpisów pochodzących z 2 połowy XV w. Z 1275 r. pochodzi najstarsza zachowana pieczęć miejska w Europie, która zawiera insygnia górnicze.
Rozwój Bańskiej Szczawnicy i leżącego u podstaw jej dobrobytu górnictwa były kilkakrotnie przerywane. W 1442 r. miasto najechały oddziały biskupa jagierskiego Szymona Rozgonia, mordując wielu jego mieszkańców i paląc jego zabudowania. W płomieniach zginęły wówczas wspomniane wyżej nadania królewskie i inne dokumenty. W następnym roku 1443, 5 czerwca, wiele szkód w zabudowie i infrastrukturze górniczej przyniosło silne trzęsienie ziemi z epicentrum na Śląsku.
Bańska Szczawnica należała do protestanckiej ligi siedmiu miast górniczych (heptapolitana), stanowiła też jedno z najważniejszych centrów reformacyjnych na terenie Węgier.

## Historia górnictwa
Pierwszymi górnikami i hutnikami byli głównie Niemcy, przybywający z Tyrolu i krajów saskich, a następnie z czeskiej Kutnej Hory. Przynieśli oni ze sobą oryginalne metody prowadzenia prac górniczych i potrzebne narzędzia, a także organizację gwarecką, zwyczaje, nazewnictwo itp. Wydobycie prowadzono poprzez ręczne drążenie – za pomocą dłut i młotów lub oskardów – poziomych lub ukośnych sztolni w zboczach okolicznych wzgórz, podążających następnie za przebiegiem żyły rudonośnej. Żyły rudonośne biegły w większości z północnego wschodu na południowy zachód, a głównymi wśród nich były (idąc od północnego zachodu): Terézia, Bíber, Špitaler, Ján. Urobek przerabiano częściowo na miejscu, częściowo zaś eksportowano. Maksymalny rozwój tego prymitywnego górnictwa przypadł na XV w. W 1566 r. w tutejszych kopalniach zastosowano znaną już na Spiszu metodę ogniową, w której skałę, rozgrzaną rozpalonym pod nią ogniskiem, polewano zimną wodą, by występujące wówczas nagłe naprężenia powodowały jej pękanie.
W XVI w. nastąpił znaczący regres wydobycia. W miarę wyczerpywania się złóż, konieczne było sięganie coraz dalej w głąb ziemi, co znacząco podnosiło koszty produkcji i obniżało zarobki górników. Dochodziło wśród nich do coraz częstszych wzburzeń i protestów. W latach 1525–1526 wybuchło tu pierwsze wielkie powstanie górników, które rozszerzyło się także na inne ośrodki górnicze na Węgrzech. Do tego doszło zagrożenie tureckie: Turcy, po zajęciu w 1541 r. Budy, skierowali swą uwagę właśnie na bogate miasta górnicze. Przyniosło to miastu znaczne wydatki, związane z budową kolejnych obiektów miejskich fortyfikacji. Bezpośrednie zagrożenie trwało prawie do końca wieku i ustało dopiero po odebraniu Turkom Nowogrodu.

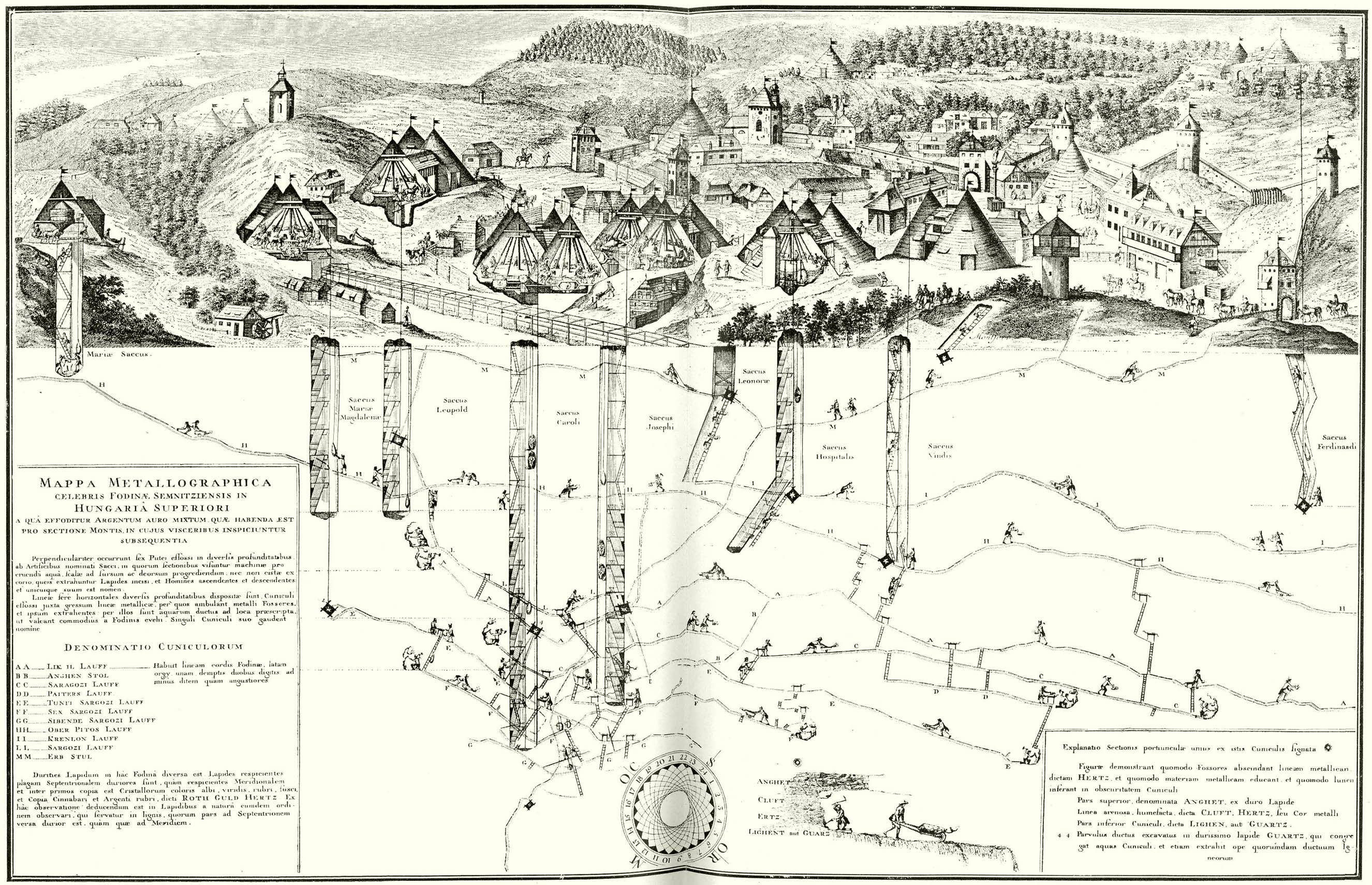
Luigi F. Marsigli: Zakłady górniczo-hutnicze w Bańskiej Szczawnicy, 1726

Górnictwo w Bańskiej Szczawnicy odżyło dopiero w XVII w. i od tego czasu przez ponad dwa stulecia znów przodowało w rozwoju techniki. W 1627 r. w sztolni Górnej Bieber po raz pierwszy zastosowano proch do prowadzenia prac strzelniczych w podziemiach kopalń. Dla celów górniczych w całej okolicy wybudowano znaczącą sieć sztucznych zbiorników wodnych, zwanych tu z niemiecka „tajchami”, oraz kanałów doprowadzających wodę do napędu pomp, odwadniających poszczególne sztolnie. Płytko zalegające złoża eksploatowano nieomal z piwnic kamienic, stojących w centrum miasta. Największe wydobycie zanotowano w roku 1690, kiedy to z miejscowych kopalń uzyskano 29 ton srebra i 605 kg złota, a następnie w roku 1740, kiedy wyprodukowano tu 25 ton srebra i 680 kg złota.
W rozwoju techniki górniczej w Bańskiej Szczawnicy w XVIII w. wielkie zasługi położyli Matej Kornel Hell i jego syn Jozef Karol Hell. W 1735 r. kartograf i budowniczy Samuel Mikovíni założył tu pierwszą szkołę górniczą na Węgrzech. W roku 1763 szkołę przekształcono w Wyższą Szkołę Górniczą, a w 1770 w Akademię Górniczą (później: Akademię Górniczo-Leśną) – pierwszą wyższą szkołę górniczą w Europie i najstarszą dziś uczelnię techniczną na świecie.

## Zabytki
Bańska Szczawnica jest jednym z najbogatszych w zabytki miast słowackich. Naliczono w nim 360 obiektów zabytkowych. W przeszłości było ich znacznie więcej, jednak stagnacja miasta w latach 1950-1970, a także brak koncepcji i środków na utrzymanie tak wielkiej liczby zabytków spowodowały, że w następnych latach niektóre z tych obiektów uległy całkowitej destrukcji, a inne na skutek niewłaściwych przebudów utraciły szereg cech zabytkowych. Rozpoczęta w 1976 roku "kompleksowa odnowa" zabytkowej zabudowy centrum miasta przyniosła wiele takich strat m.in. w "pałacowych" domach bogatych waldbürgerów przy Námesti sv. Trojice, gdzie prowadzono niejednokrotnie destrukcyjne "prace badawcze", stosowano niewłaściwe technologie i materiały. Z kolei pod koniec lat 80. XX w. doszło do wyburzeń całych historycznych dzielnic w południowo-wschodniej części miasta, w których dominowała historyczna zabudowa 1-2 kondygnacyjnych domów rzemieślniczych.
Wpisanie miasta na listę światowego dziedzictwa Kulturowego UNESCO w 1993 nie usunęło wszystkich problemów. Zarejestrowany obszar nie był wystarczająco chroniony przez prawo. Granice zabytkowego rezerwatu miejskiego z lat 50. obejmowały jedynie ścisłe centrum z domami mieszczańskimi. Na skutek tego możliwa była np. kontynuacja rozbiórki zabytkowej zabudowy przy ul. Dolnej. Sytuacja zmieniła się dopiero w roku 2000 po rozszerzeniu granic wspomnianego rezerwatu, co zapewnia ochronę całego historycznego miasta – również dzielnicy rzemieślniczo-przemysłowej oraz dawnych osad górniczych na zboczach wokół centrum miasta.
Wśród zabytkowych budowli miasta obecnie wyróżniają się:
- zespół archeologiczny starego miasta na górze Glanzenberg;
- barokowa kolumna Świętej Trójcy na placu o tej samej nazwie w centrum miasta;
- barokowa Kolumna Mariańska na Placu Ratuszowym;
- Stary Zamek z ekspozycją muzealną;
- Nowy Zamek z ekspozycją muzealną;
- gotycki kościół św. Katarzyny z XV w.;
- kościół Wniebowzięcia Marii Panny;
- kościółek św. Elżbiety;
- dawny kościół Marii Panny Śnieżnej;
- barokowo-klasycystyczny kościół ewangelicki;
- zespół barokowych obiektów kalwarii na wzgórzu Scharfenberg;
- ratusz;
- synagoga z końca XIX w.;
- zabudowania dawnego Kammerhofu – dziś siedziba Słowackiego Muzeum Górniczego (słow. Slovenské banské múzeum);
- budynek tzw. klopaczki;
- kompleks zabudowań dawnej Akademii Górniczo-Leśnej wraz z przyległym arboretum;
- budynek Berggerichtu – dawnego sądu górniczego, mieszczący dziś Muzeum Mineralogiczne;
- Dom Rubigallów – późnogotycki, przebudowany w XVII w.;
- Dom Fritzów – przykład domu bogatych „waldbürgerów”, dziś siedziba Archiwum Górniczego;
- Dom Belházyego – z początków XVII w., cenny zabytek architektury renesansowej;
- Dom Pischlów – pierwotnie z początków XVI w., przebudowany w okresie baroku, związany z postacią Andreja Sládkoviča;
- Brama Piargska – jedyna zachowana brama miejska, XVI/XVIII w.

Specyficznym składnikiem historycznej przeszłości miasta są cmentarze. Najstarsze, funkcjonujące jeszcze w średniowieczu, zanikły. Obecnie w Bańskiej Szczawnicy istnieje 12 cmentarzy (katolickie, ewangelickie i żydowski) – najwięcej z wszystkich miast na Słowacji.
Atrakcję stanowi skansen techniczny pod nazwą Banské múzeum v prírode na terenie dawnej kopalni (z trasą zwiedzania w podziemnej sztolni „Bartolomej”), a także sztolnia „Glanzenberg” znajdująca się pod centrum miasta.
11 grudnia 1993 średniowieczne miasto górnicze zostało zapisane na liście światowego dziedzictwa UNESCO.

## Gospodarka
W mieście rozwinął się przemysł drzewny, włókienniczy, spożywczy oraz hutniczy.

## Postacie związane z miastem
- Matej Kornel Hell (1653–1743) – konstruktor i wynalazca, główny inżynier bańskoszczawnickich kopalń;
- Jozef Karol Hell (1713–1789) – wynalazca i konstruktor, od 1743 r. główny inżynier bańskoszczawnickich kopalń;
- Samuel Mikovíni (1686–1750) – geodeta i kartograf, profesor Akademii Górniczej;
- Giovanni Antonio Scopoli (1723–1788) – lekarz i przyrodnik, profesor Akademii Górniczej;
- Nikolaus Joseph von Jacquin (1727–1817) – biolog, chemik i mineralog, profesor Akademii Górniczej;
- Ján Seberini (1780–1857) – duchowny ewangelicki, proboszcz w bańskiej Szczawnicy, działacz narodowy;
- Christian Andreas Doppler (1803–1853) – matematyk i fizyk, profesor Akademii Górniczej;
- Andrej Sládkovič (1820–1872) – wybitny słowacki poeta romantyczny;
- Mária Geržová (1820–1899) – muza ww. Andreja Sládkoviča, inspiratorka jego poematu Maryna;
- Pavol Dobšinský (1828–1885) – duchowny ewangelicki, pisarz i folklorysta;
- Jozef Horák (1907–1974) – redaktor, pisarz, dramaturg, poeta;
- Magda Vášáryová (ur. 1948) – słowacka aktorka, dyplomatka i polityk.

## Miasta partnerskie
- Hünenberg, Szwajcaria
- Moravská Třebová, Czechy
- Olsztynek, Polska
- Ptuj, Słowenia
- Soragna, Włochy

## Galeria

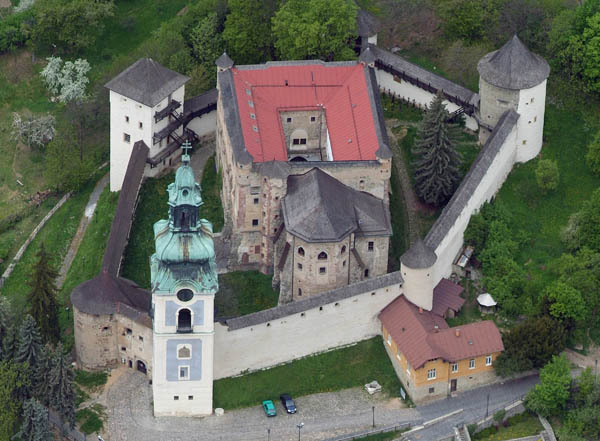
Stary Zamek
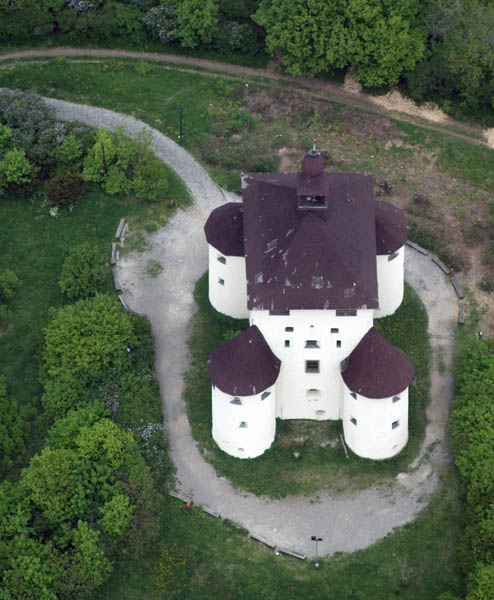
Nowy Zamek
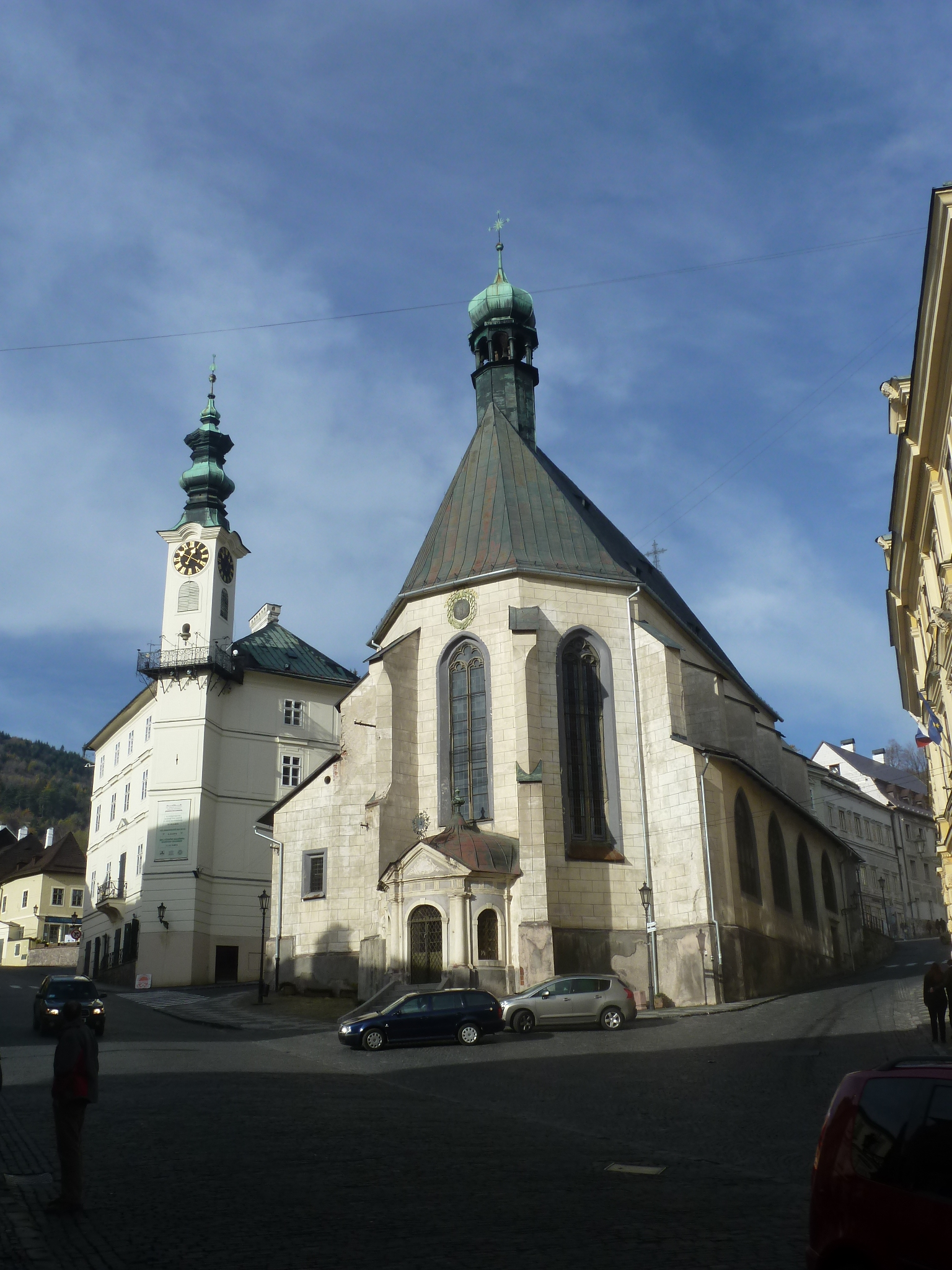
Ratusz i kościół św. Katarzyny
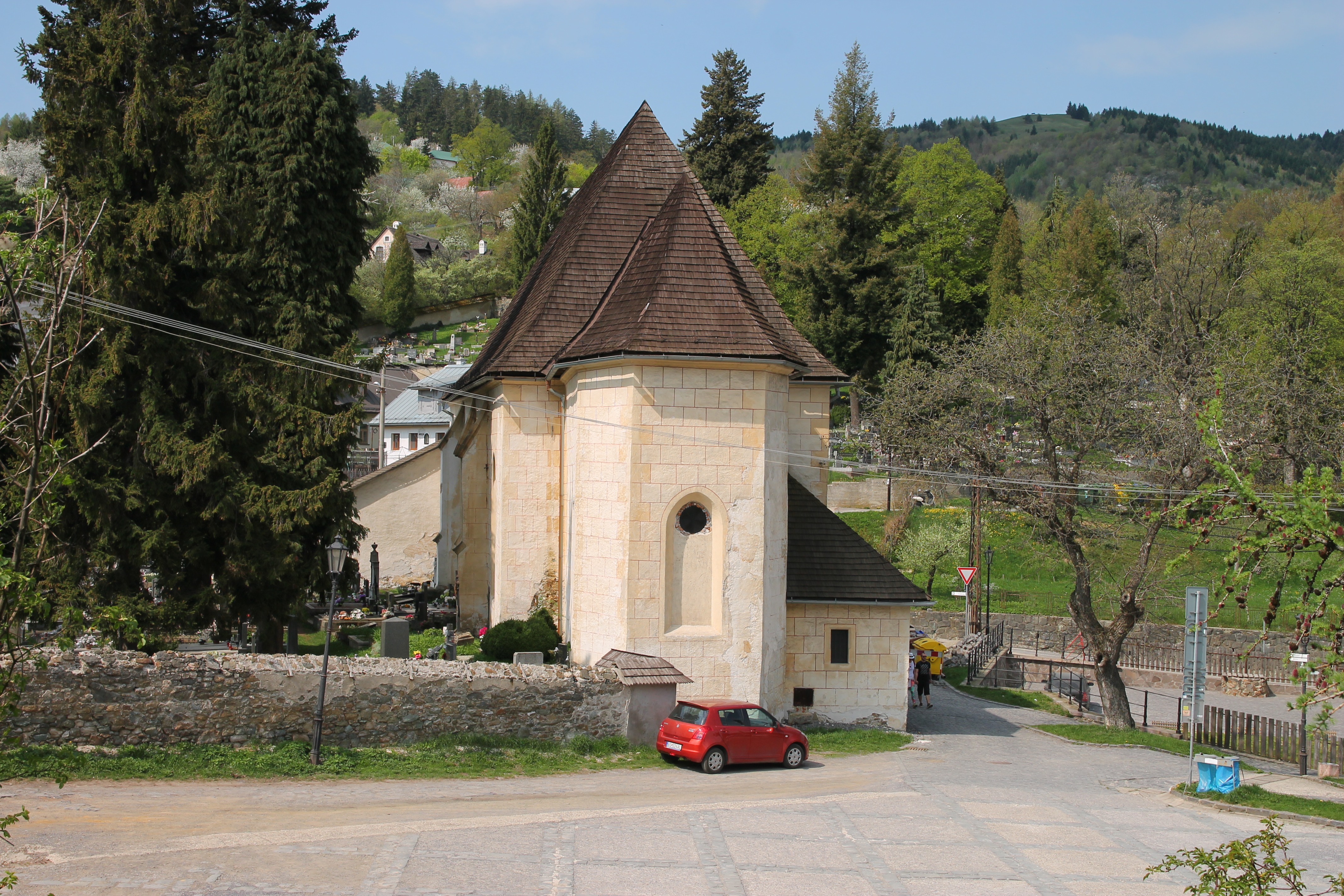
Kościół Marii Panny Śnieżnej
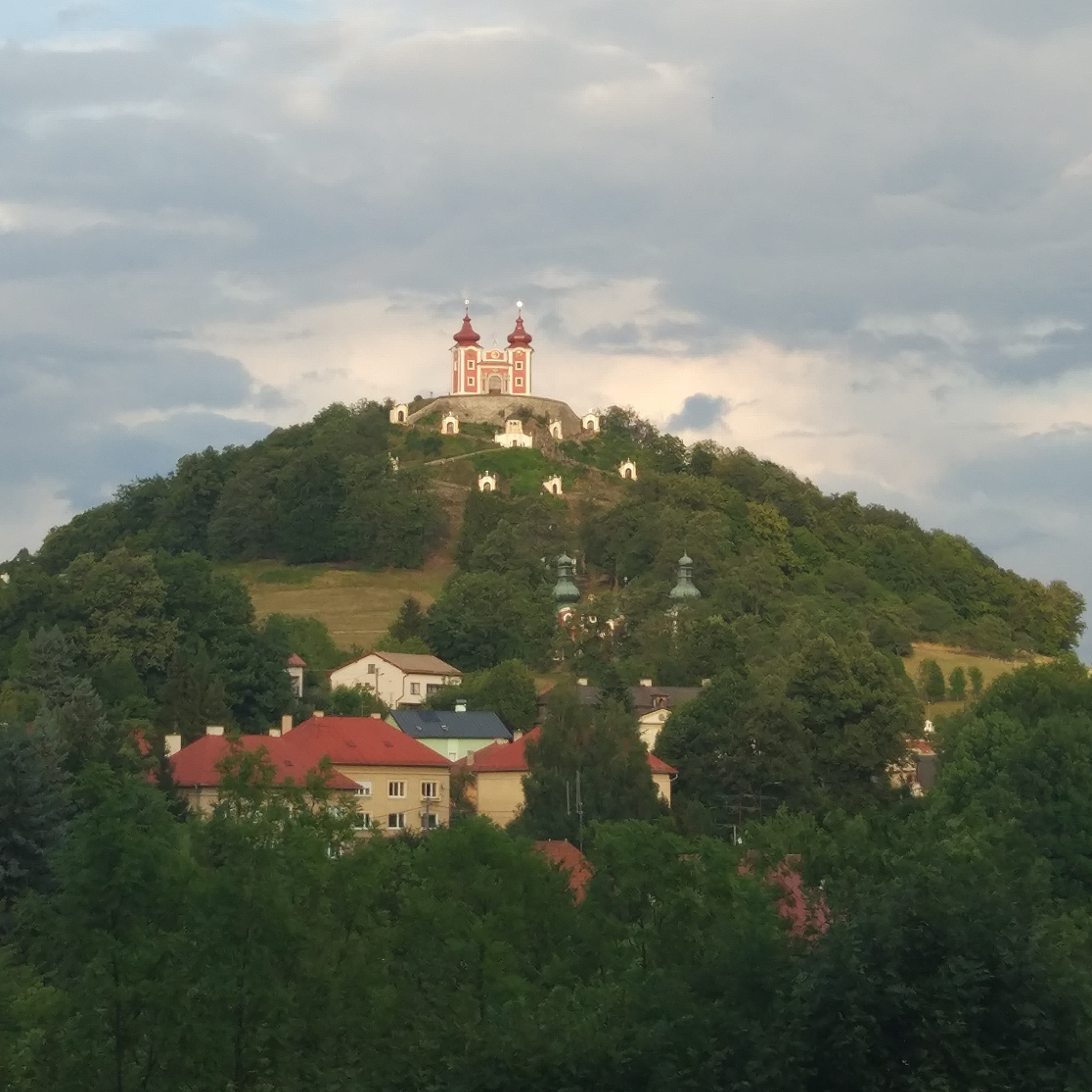
Kalwaria
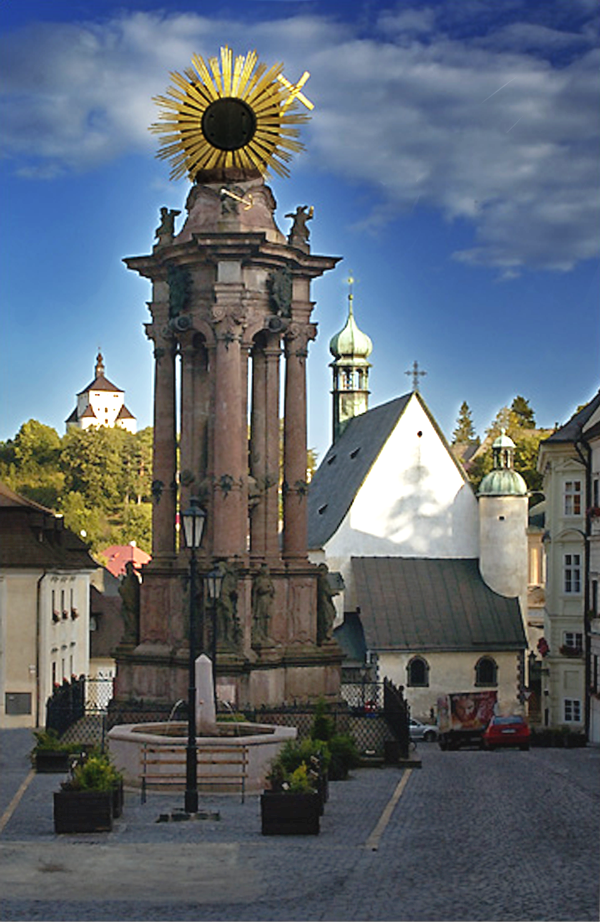
Kolumna Świętej Trójcy
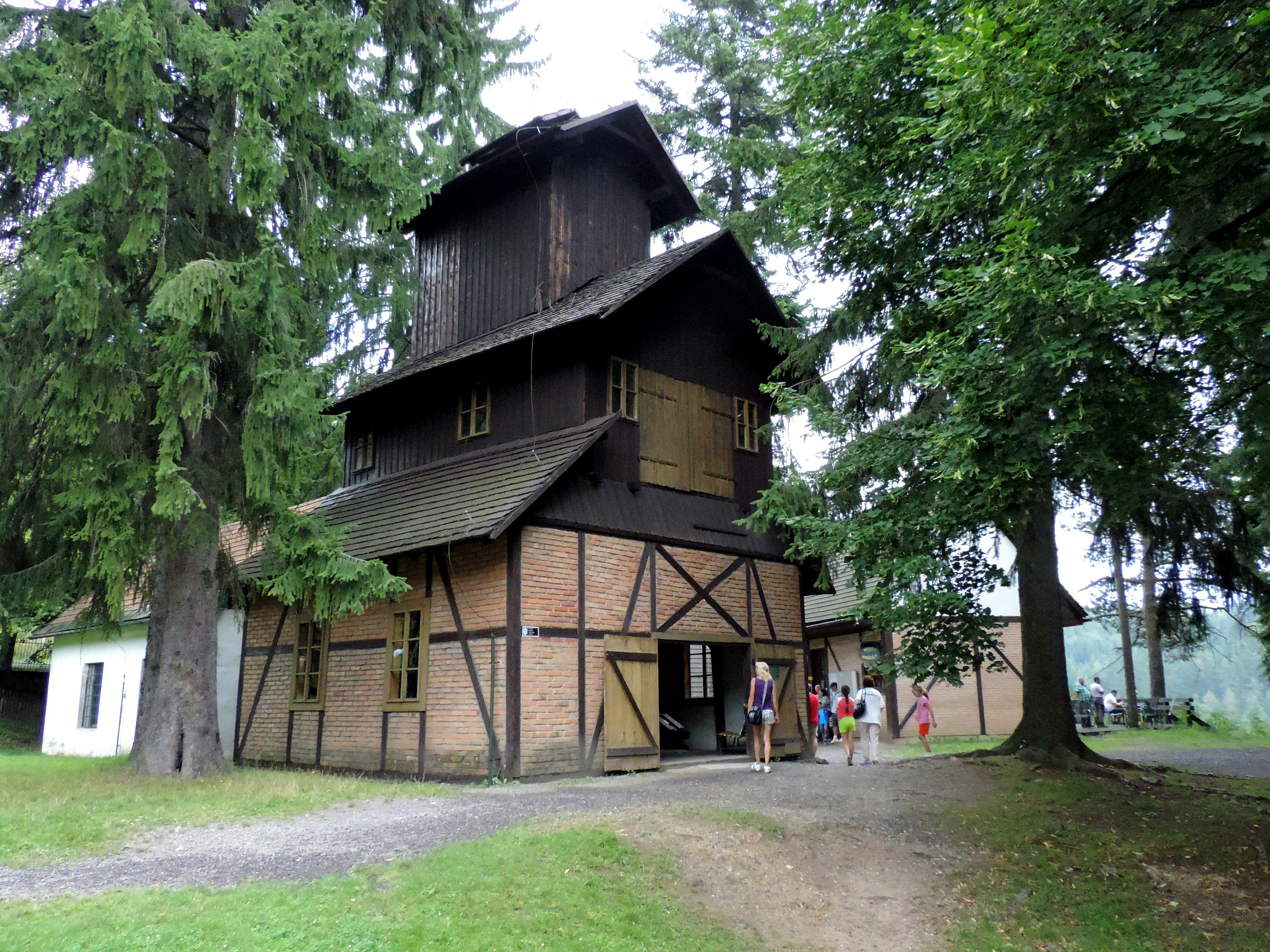
Szyb kopalni Žofia w skansenie
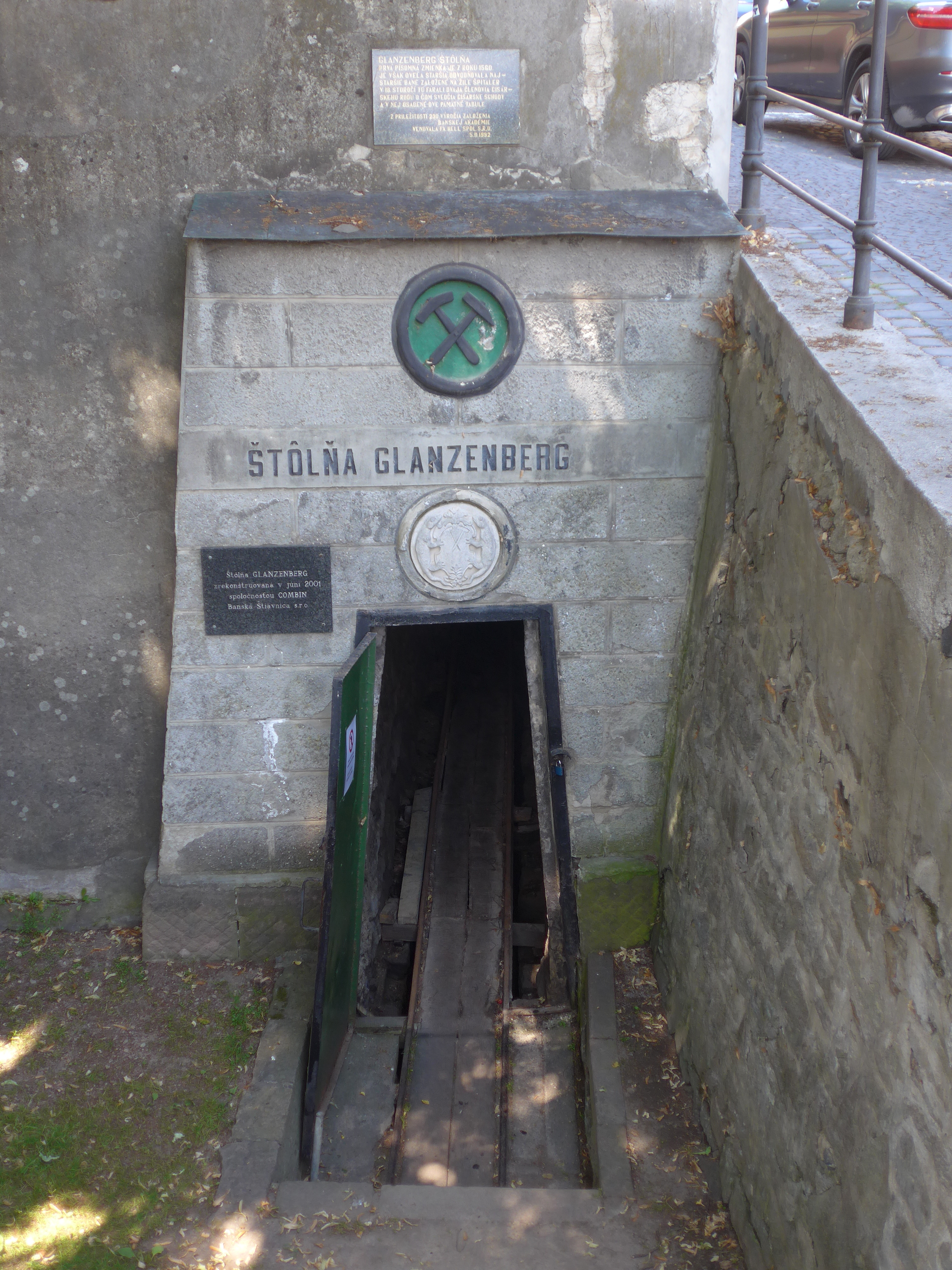
Wejście do sztolni Glanzenberg